# Påskelilje
Påskelilje (Narcissus pseudonarcissus) er en staude som overvintrer ved hjælp af løg. Hele planten er stærkt giftig, og saften er hudirriterende.

## Beskrivelse
De rosetstillede blade er linjeformede og flade eller let skeformede. Bladranden er hel og bladspidsen er afrundet. Begge sider af bladet er blågrønne. Blomstringen sker i marts-april. Blomsterne sidder endestillet på et særskilt, fladt og kantet skud. Hver stængel bærer kun én blomst, der normalt er gul. Blomsten består af 3 bægerblade og 3 kronblade, der er sammenvoksede til en gul krave, der er tandet eller lappet. Over den findes et sammenvokset, gult kronrør. Kraven er lysere gul end kronrøret. Frugten er en trekantet kapsel med mange frø.
Rodnettet sidder samlet som en trævlet tot på undersiden af løget. Løget danner med tiden mange nye sideløg, sådan at planten formerer sig vegetativt.
Højde x bredde og årlig tilvækst: 0,40 c 0,10 m (40 x 10 cm/år), heri ikke medregnet blade og blomster fra sideløg.

## Hjemsted
Planten er i princippet vildtvoksende i det meste af Vest- og Centraleuropa, men de naturlige bestande er truet på to fronter: Dels bliver deres biotoper indskrænket, dels breder dyrkede former sig på deres bekostning. Oprindelig var arten knyttet til lysåbne skove og steppelignende områder op til 2.000 m højde. I dag er den (eller forvildede cultivarer) naturaliseret over det meste af verden.
I West Sussex findes arten i en mindre skov Forge Wood sammen med bl.a. Ask, Klokkeskilla, Kristtorn, Dag-Pragstjerne, Fugle-Kirsebær, Skovsyre, Stilk-Eg og Vorte-Birk.

## Indholdsstoffer
Løget indeholder skarpe krystaller af oxalsyresalte, som fremkalder smertefulde sår. Alle dele af planten indeholder et giftigt lectin, specielt løget.
| Portal | Portal:Botanik |

## Note
1. ↑  E. Goldberg (udg.): National Vegetation Classification Arkiveret 28. juli 2008 hos  Wayback Machine (engelsk)
2. ↑  Påskeliljen kan mere end se dejlig ud. Ingeniøren, 2000 (Webside ikke længere tilgængelig)